# Jules Richard (matemático)
Jules Antoine Richard (12 de agosto de 1862 - 14 de octubre de 1956) fue un matemático francés, conocido sobre todo por una paradoja lógico-matemática de la que es autor: la paradoja de Richard.

## Biografía
Richard nació en la localidad de Blet (departamento de Cher) en 1862. Después de obtener un doctorado sobre ondas de Fresnel en París en 1901, fue profesor en las escuelas secundarias de Tours, Dijon y Châteauroux.
Es el autor del libro «Sobre la naturaleza de los axiomas de la geometría: ¿Los axiomas de la geometría son afirmaciones, verdades o definiciones?»
La paradoja de Richard aparece en un breve artículo, titulado "Los principios de las matemáticas y el problema de los conjuntos", que originalmente era una carta al editor de la revista en la que se publicó en 1905. Esta paradoja jugó un papel importante en el desarrollo de la investigación sobre los fundamentos de las matemáticas. A menudo se cita, junto con la paradoja de Russell, en presentaciones introductorias a la teoría de conjuntos. La paradoja de Berry, con la que a veces se confunde, se basa en un principio similar.
Falleció en Châteauroux en 1956, a los 94 años de edad.

## La paradoja de Richard
La paradoja apareció por primera vez en 1905, en una carta a Louis Olivier, director de la Revue générale des sciences pures et appliquées. Fue publicada en 1905 en el artículo Les Principes des mathématiques et le problème des ensembles. Es citada junto con otras seis paradojas relativas al problema de la autorreferencia en los Principia Mathematica, un texto de referencia sobre la fundamentación de las matemáticas obra de Alfred North Whitehead y de Bertrand Russell. La paradoja puede interpretarse como una aplicación del argumento de la diagonal de Cantor. Inspiró a Kurt Gödel y Alan Turing, de manera que el propio Kurt Gödel consideró su teorema de incompletitud como análogo a la paradoja de Richard.

## Obras
- Tesis presentadas en la Facultad de Ciencias de París por el Sr. Jules Richard, tesis 1re: Sobre la superficie de las ondas de Fresnel..., Châteauroux 1901 (126 páginas).
- Sobre la filosofía de las matemáticas, Gauthier-Villars, París 1903 (248 páginas).
- Sobre una forma de exponer la geometría proyectiva, Educación Matemática (1905) 366-374  (enlace roto disponible en Internet Archive; véase el historial, la primera versión y la última)..
- Los principios de las matemáticas y el problema de los conjuntos, Revista General de Ciencias Puras y Aplicadas (1905) 541-543.
- Los principios de las matemáticas y el problema de los conjuntos (1905), traducción al inglés de Jean van Heijenoort, "From Frege to Gödel - A Source Book in Mathematical Logic", 1879-1931. Universidad de Harvard. Prensa, 1967, p. 142-144  .
- Carta al editor de la Revue Générale des Sciences, Acta Math. (1906) 295-296.
- Sobre los principios de la mecánica, Educación Matemática (1906) 137-143. (enlace roto disponible en Internet Archive; véase el historial, la primera versión y la última).
- Consideraciones sobre la astronomía, su insuficiente lugar en los distintos grados de enseñanza, Educación Matemática (1906) 208-216.
- Sobre la lógica y la noción de números enteros, Educación Matemática (1907) 39-44 (enlace roto disponible en Internet Archive; véase el historial, la primera versión y la última)..
- Sobre una paradoja de la teoría de conjuntos y sobre el axioma de Zermelo, L 'Educación matemática (1907) 94-98. (enlace roto disponible en Internet Archive; véase el historial, la primera versión y la última).
- Sobre la naturaleza de los axiomas de la geometría, Educación Matemática (1908) 60- sesenta y cinco (enlace roto disponible en Internet Archive; véase el historial, la primera versión y la última)..
- Sobre las traducciones, Educación Matemática (1909) 98-101. (enlace roto disponible en Internet Archive; véase el historial, la primera versión y la última).
- Contra la geometría experimental Revue de l'enseignement des Sciences (1910) 150.